# Finale UEFA Cup 2001

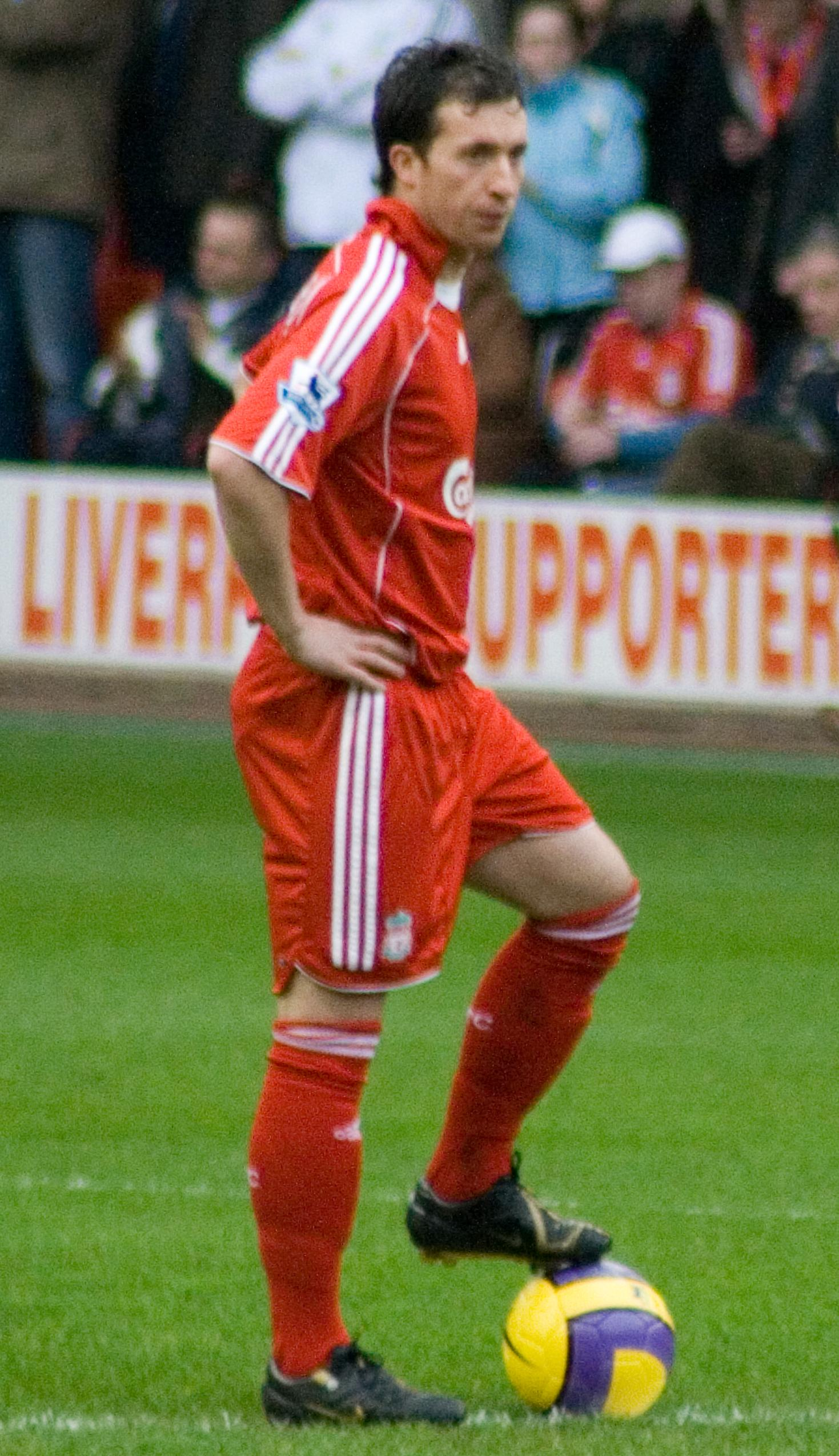
Invaller Robbie Fowler scoorde het vierde doelpunt voor Liverpool.

De UEFA Cupfinale van het seizoen 2000/01 was de 30e finale in de geschiedenis van de UEFA Cup. Het Engelse Liverpool FC nam het op tegen het Spaanse Deportivo Alavés. Het spannende duel dat na 90 minuten op 4-4 eindigde, werd uiteindelijk gewonnen door Liverpool na een golden goal. Het was Delfí Geli die het beslissende doelpunt in zijn eigen doel kopte. Het was de eerste finale uit de geschiedenis van de UEFA Cup die beslist werd door een golden goal.
Bij Liverpool stond de Nederlander Sander Westerveld in doel, bij Alavés speelde Jordi Cruijff de volledige wedstrijd. Cruijff - die met het rugnummer 14 aan de finale begon - scoorde net voor affluiten een belangrijk doelpunt.

## Wedstrijdverslag
Al na enkele minuten kopte verdediger Markus Babbel een vrije trap tegen de netten. De Engelsen, die op voorhand als grote favoriet werden beschouwd, vergrootten hun voorsprong meteen. Zo'n 10 minuten na de openingstreffer zorgde de net geen 21-jarige Steven Gerrard met een harde schuiver voor de 2-0. De Spanjaarden leken dan al uitgeteld, tot de Uruguayaanse invaller Iván Alonso met een kopbal voor de aansluitingstreffer zorgde. Liverpool reageerde echter nog voor de rust. Michael Owen werd in het strafschopgebied neergehaald door doelman Martín Herrera. Gary McAllister zette de daaropvolgende strafschop met succes om: 3-1.
Met de ruime voorsprong leek Liverpool op weg naar een eerste UEFA Cup sinds 1976. Maar Alavés kwam het best uit de kleedkamers en brachten de score in enkele minuten tijd terug in evenwicht. De Spaanse spits Javi Moreno kopte de bal eerst fraai in de hoek en trapte vervolgens ook een vrije trap rechtstreeks binnen. De bal ging door de Engelse muur en verraste zo doelman Westerveld: 3-3.
Met nog 40 minuten te spelen kon de finale opnieuw beginnen. Liverpool slaagde er ditmaal niet in om meteen tegen te scoren. Na 72 minuten vond Robbie Fowler, die enkele minuten voordien was ingevallen, de weg naar doel. Hij sneed naar binnen en trapte de bal in de verste hoek binnen: 4-3. Alavés kwam echter nog een keer terug. In de slotminuten van de partij rondde Jordi Cruijff een vrije trap met het hoofd af. Het was het vierde kopbaldoelpunt van de finale. In de laatste seconden van de reguliere speeltijd ging Cosmin Contra onder druk van Gerrard naar de grond in het strafschopgebied. De Franse scheidsrechter Gilles Veissière gaf de Spanjaarden geen strafschop. Een tiental minuten eerder had hij Magno Mocelin ook al geel gegeven voor een schwalbe.
In de verlengingen werd er met een golden goal gewerkt. De ploeg die als eerste scoorde, mocht de UEFA Cup in ontvangst nemen. Alavés kwam al snel met een man minder te staan, toen Magno voor de tweede keer geel kreeg. Met nog een handvol minuten op de klok kreeg ook Antonio Karmona een tweede gele kaart. McAllister bracht de daaropvolgende vrije trap voor doel en zag hoe Delfí Geli het leer ongelukkig in eigen doel verlengde: 5-4 en einde wedstrijd. McAllister werd na afloop ook verkozen tot "Man van de Match".

### Wedstrijdinfo
|                   |                                                                         |              |                                        |                                                                                              |
| 16 mei 2001 20:45 | Liverpool FC                                                            | 5 – 4 (n.v.) | Deportivo Alavés                       | Westfalenstadion, Dortmund Toeschouwers: 48.050 Scheidsrechter: Gilles Veissière (Frankrijk) |
| 16 mei 2001 20:45 | Babbel 3' Gerrard 16' McAllister 40' (pen.) Fowler 72' Geli 116' (e.d.) |              | 26' Alonso 47', 49' Moreno 88' Cruijff | Westfalenstadion, Dortmund Toeschouwers: 48.050 Scheidsrechter: Gilles Veissière (Frankrijk) |

| Liverpool | Alavés |

| Liverpool FC:   |    |                   |      |
|                 |    |                   |      |
| GK              | 1  | Sander Westerveld |      |
| RB              | 6  | Markus Babbel     | 106' |
| CB              | 12 | Sami Hyypiä       |      |
| CB              | 2  | Stéphane Henchoz  | 55'  |
| LB              | 23 | Jamie Carragher   |      |
| RM              | 21 | Gary McAllister   | 11'  |
| CM              | 16 | Dietmar Hamann    |      |
| CM              | 17 | Steven Gerrard    |      |
| LM              | 13 | Danny Murphy      |      |
| CF              | 8  | Emile Heskey      | 64'  |
| CF              | 10 | Michael Owen      | 78'  |
| Wisselspelers:  |    |                   |      |
| GK              | 19 | Pegguy Arphexad   |      |
| DF              | 27 | Grégory Vignal    |      |
| DF              | 29 | Stephen Wright    |      |
| MF              | 7  | Vladimír Šmicer   | 55'  |
| MF              | 20 | Nick Barmby       |      |
| FW              | 9  | Robbie Fowler     | 64'  |
| MF              | 15 | Patrik Berger     | 78'  |
| Trainer:        |    |                   |      |
| Gérard Houllier |    |                   |      |

| Deportivo Alavés: |    |                  |             |
|                   |    |                  |             |
| GK                | 1  | Martín Herrera   | 40'         |
| RWB               | 2  | Cosmin Contra    | 49'         |
| CB                | 5  | Antonio Karmona  | 58' 116'    |
| CB                | 6  | Óscar Téllez     | 95'         |
| CB                | 4  | Dan Eggen        | 22'         |
| LWB               | 7  | Delfí Geli       |             |
| RM                | 14 | Jordi Cruijff    |             |
| CM                | 15 | Ivan Tomić       |             |
| CM                | 16 | Hermes Desio     |             |
| LM                | 18 | Martín Astudillo | 11' 46'     |
| CF                | 9  | Javi Moreno      | 64'         |
| Wisselspelers:    |    |                  |             |
| GK                | 25 | Kike             |             |
| FW                | 19 | Iván Alonso      | 22'         |
| FW                | 11 | Magno Mocelin    | 46' 82' 98' |
| MF                | 3  | Ibón Begoña      |             |
| MF                | 17 | Raúl Gañan       |             |
| MF                | 20 | Jorge Azkoitia   |             |
| FW                | 10 | Pablo            | 64'         |
| Trainer:          |    |                  |             |
| Mané              |    |                  |             |